# 丹东市第二中学
丹东市第二中学简称丹东二中，是位于辽宁省丹东市的一所寄宿制高级中学，2003年被辽宁省教育厅定为辽宁省首批示范性普通高中，2015年被评为辽宁省特色普通高中实验学校。现任校长宋彩霞。

## 学校设施

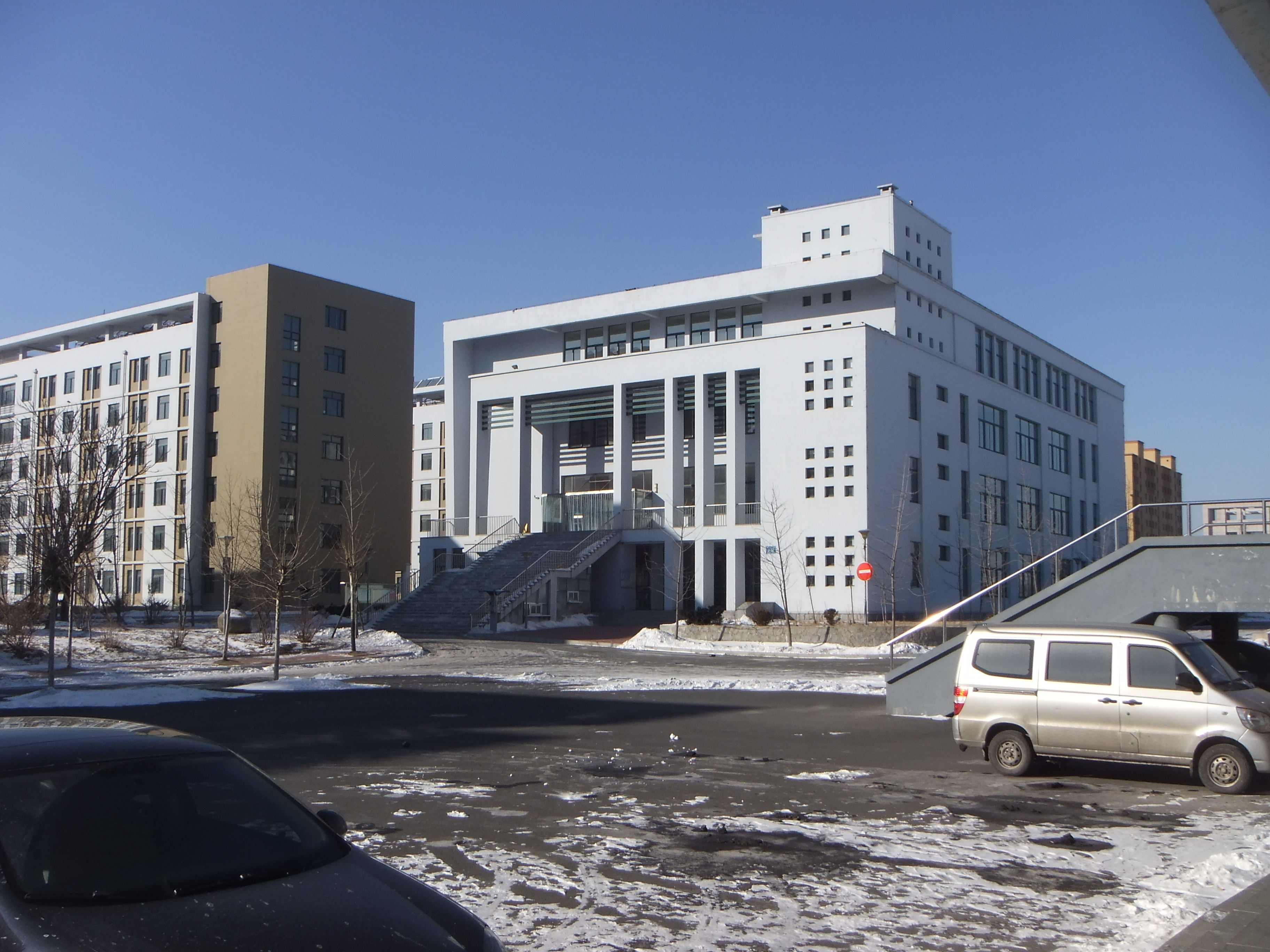
学生食堂

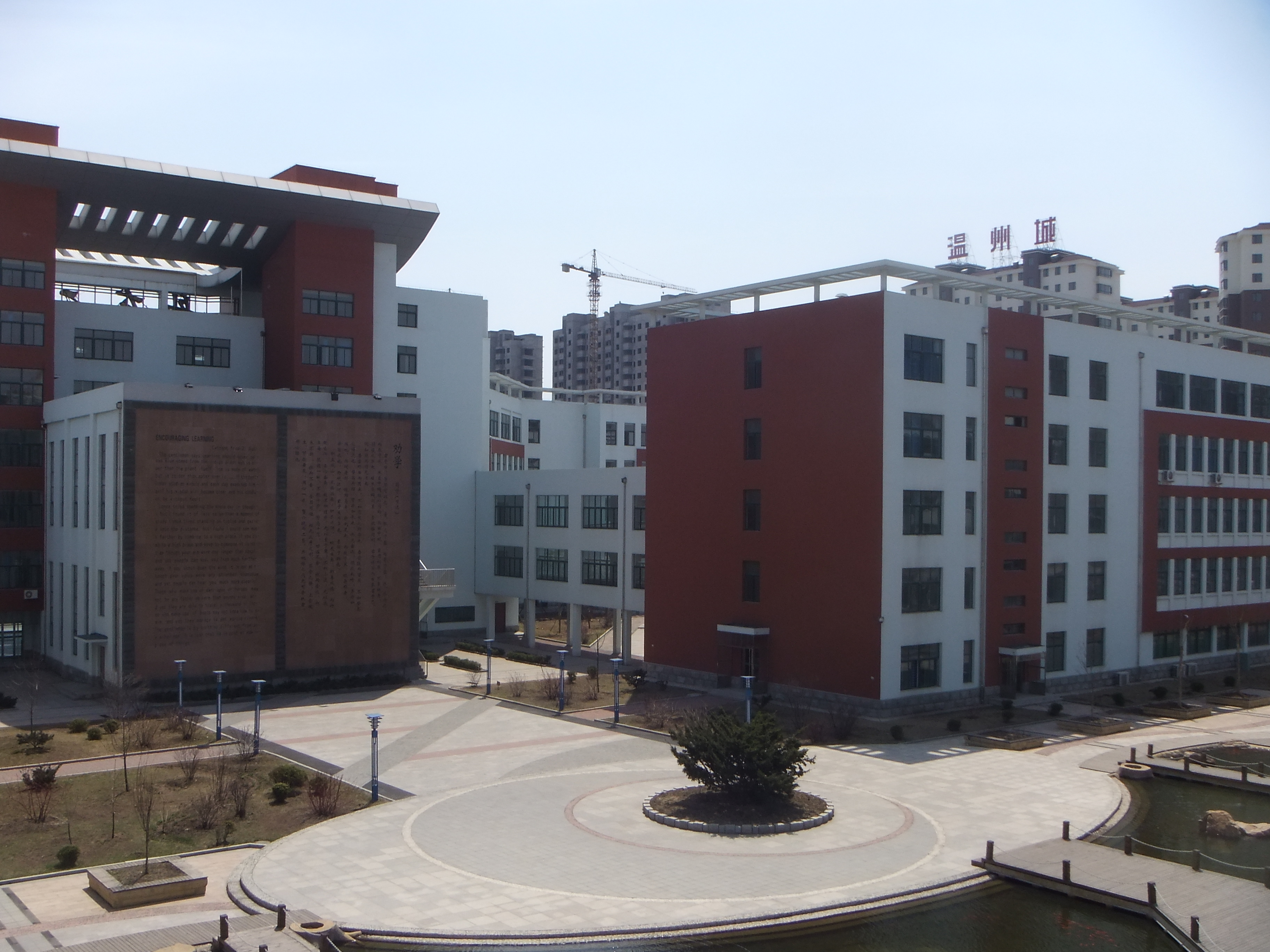
主楼、劝学石碑和实验楼

2008年8月，位于新城区的二中新校区动土兴建。2009年12月，师生正式搬入新校舍。新校区占地面积106125.3㎡，建筑面积79239.36㎡，投资2亿多元，可容纳4000名师生，建有2座教学楼、1座实验楼、1座图书馆、1座汉语国际培训中心、1座食堂、4座学生宿舍楼、1座体育艺术馆和1个400米跑道的标准塑胶体育运动场地。

## 学校历史
丹东二中是一所有着悠久历史的学校，它的前身是安东商业学堂，可追溯至1910年。学校100多年的历史也反映了丹东近现代教育的发展，详细历史沿革见下表。
| 时间      | 名称 |
| --------- | --- |
| 1910-1913 | 商立商业学堂 公立中等商业学堂                                                                                |
| 1913-1921 | 安东县立甲种商业学校                                                                                         |
| 1921-1923 | 东边甲等商业学校                                                                                             |
| 1923-1938 | 奉天省立东边商科高级中学                                                                                     |
| 1938-1945 | 安东省立第一国民高等学校 省立第二国民高等学校 省立第三国民高等学校 省立安东女子国民高等学校 省立安东师道学校 |
| 1946      | 安东省立安东联合初级中学 安东省立安东高级中学                                                                |
| 1946-1947 | 安东省立安东高级中学 安东省立初中 安东省立女子初中 辽东联合中学                                              |
| 1947-1948 | 安东联合中学                                                                                                 |
| 1948-1949 | 安东省立安东中学                                                                                             |
| 1949-1954 | 辽东省立安东中学                                                                                             |
| 1954-1956 | 辽宁省安东市中学                                                                                             |
| 1956-1962 | 安东市第二高级中学                                                                                           |
| 1962-1965 | 安东市第二中学                                                                                               |
| 1965至今  | 丹东市第二中学                                                                                               |

1965年，安东市经国务院批准更名为丹东市，学校改名为丹东市第二中学。

## 办学思想和文化

### 学校核心价值观
爱国乐教、兴校树人、崇德益智、尚美求真

### 办学思想
身心两健、德智双全、文理兼通、学创俱佳

### 教风、学风、校风、校训
教风：身正、学深、业精、教勤
学风：勤恳、善问、惜时、好学
校风：和谐、务实、勤奋、创新
校训：志存高远、笃厚博学

### 学校精神
全面发展、追求卓越

### 管理思路
严、和、亲、敬

### 发展目标
丹东领航、全省一流、全国知名的示范学校

### 育人理念
面向全体，为学生人格完善负责；
面向未来，为学生终身成功负责；
塑造心灵，为学生人格完善负责；
尊重个性，为学生终身发展负责

## 曾获荣誉
1960年，辽宁省重点中学；
1981年，辽宁省首批办好的重点高中；
1985年，向高校免试保送优秀毕业生的重点中学；
1995年，全国培养体育后备人才试点学校；
1996年，省级美育先进示范校；
1999年，全国体育卫生先进学校；
2000年，全国现代教育技术实验学校；
2003年，辽宁省首批示范性高中；
2006年，辽宁省新课程改革样本校；
2007年，教育部汉语国际推广基地校；
2007年，全国绿色学校创建活动先进学校；
2010年，辽宁省普通高中课程改革先进集体。
2015年，辽宁省特色普通高中实验学校。
2016年，国防教育特色学校。

## 著名校友
- 范长龙，中共中央军事委员会副主席。
- 任国桢，中共早期早期地方领导人。
- 徐惠滋，中国人民解放军上将。
- 邢书成，中国人民解放军中将。
- 张福泽，飞机结构寿命与可靠性专家，中国工程院院士。